# Temps de generació
En biologia de poblacions i demografia el temps de generació és el temps mitjà que hi ha entre dues generacions consecutives en els llinatges d'una població. En les poblacions humanes, el temps de generació normalment ha oscil·lat entre 20 i 30 anys, amb una gran variació segons el gènere i la societat. Els historiadors de vegades utilitzen aquest concepte per datar esdeveniments, convertint generacions en anys i obtenint, així, estimacions aproximades del temps.

## Definicions i fórmules
Les definicions existents de temps de generació es divideixen en dues categories:
1. les que tracten el temps de generació com un temps de renovació de la població, i
2. les que se centren en la distància entre els individus d'una generació i la següent.

A continuació es mostren les tres definicions més utilitzades:

### Definició 1: El temps que triga la població a créixer per la seva taxa neta de reproducció
La taxa neta de reproducció {\displaystyle \textstyle R_{0}} és el nombre de descendents que s'espera que un individu produeixi durant la seva vida. Així, una taxa de reproducció neta d'1 significa que la població es troba en el seu equilibri demogràfic.
Aquesta definició contempla el temps de generació com un temps de renovació de la població. Justifica la definició molt senzilla utilitzada en microbiologia "el temps que tarda la població a duplicar-se", o temps de duplicació, ja que es pot considerar que durant la fase exponencial de creixement bacterià la mortalitat és molt baixa. Com a conseqüència, s'espera que un bacteri sigui substituït per dos bacteris en la següent generació (la cèl·lula mare i la cèl·lula filla).
Si la dinàmica de la població és exponencial amb una taxa de creixement {\displaystyle \textstyle r}, és a dir,
{\displaystyle n(t)=\alpha \,e^{rt}} ,
on {\displaystyle \textstyle n(t)} és la mida de la població en el moment {\displaystyle \textstyle t}, llavors aquesta mesura del temps de generació ve donada per
{\displaystyle T={\frac {\log R_{0}}{r}}} .
En efecte, {\displaystyle \textstyle T} és tal que {\displaystyle n(t+T)=R_{0}\,n(t)}, és a dir {\displaystyle e^{rT}=R_{0}} .

### Definició 2: La diferència mitjana de les edats dels pares i llur descendència
Aquesta definició és una mesura de la distància entre generacions més que no pas el temps de renovació de la població.
Com que molts models demogràfics es basen en les femelles (és a dir, només tenen en compte les femelles), aquesta definició sovint s'expressa com una distància mare-filla, ço és, la mitjana d'edat de les mares al naixement de les seves filles.
Tanmateix, també és possible definir una distància pare-fill (mitjana d'edat dels pares al naixement dels fills) o no tenir en compte el sexe en la definició. En els models de població estructurats per edats, una expressió és expressada per:
{\displaystyle T=\int _{0}^{\infty }xe^{-rx}\ell (x)m(x)\,\mathrm {d} x} ,
on {\displaystyle \textstyle r} és la taxa de creixement de la població, {\displaystyle \textstyle \ell (x)} és la funció de supervivència (probabilitat que un individu sobrevisqui fins a envellir {\displaystyle \textstyle x} ) i {\displaystyle \textstyle m(x)} la funció de maternitat (o funció de part, o fertilitat específica per edat). Per als models de població matricial, hi ha una fórmula general:
{\displaystyle T={\frac {\lambda \mathbf {vw} }{\mathbf {vFw} }}={\frac {1}{\sum e_{\lambda }(f_{ij})}}} ,
on {\displaystyle \textstyle \lambda =e^{r}} és la taxa de creixement de la població en un temps discret, {\displaystyle \textstyle \mathbf {F} =(f_{ij})} és la seva matriu de fertilitat, {\displaystyle \textstyle \mathbf {v} } el seu valor reproductiu (vector-fila) i {\displaystyle \textstyle \mathbf {w} } la seva distribució escènica estable (vector-columna); el {\displaystyle \textstyle e_{\lambda }(f_{ij})={\frac {f_{ij}}{\lambda }}{\frac {\partial \lambda }{\partial f_{ij}}}} són les elasticitats de {\displaystyle \textstyle \lambda } a les fertilitats.

### Definició 3: Edat a la qual s'espera que es reprodueixin els membres d'una cohort determinada
Aquesta definició és molt semblant a l'anterior, però no cal que la població estigui en la distribució estable d'edat. A més, es pot calcular per a diferents cohorts i, per tant, proporciona més informació sobre el temps de generació de la població. Aquesta mesura és expressada per:
{\displaystyle T={\frac {\int _{x=0}^{\infty }x\ell (x)m(x)\,\mathrm {d} x}{\int _{x=0}^{\infty }\ell (x)m(x)\,\mathrm {d} x}}}.
De fet, el numerador és la suma de les edats en què es reprodueix un membre de la cohort, i el denominador és R 0, el nombre mitjà de descendents que produeix.